# Билек, Александер
Алекса́ндер Би́лек (чеш. Alexander Bílek; 20 января 1941, Дрезден — 20 апреля 2017, Прага) — чешский легкоатлет, специалист по спортивной ходьбе. Выступал за сборную Чехословакии по лёгкой атлетике в период 1962—1972 годов, двенадцатикратный чемпион национального первенства, рекордсмен страны в ходьбе на 10 и 20 км, участник летних Олимпийских игр в Токио.

## Биография
Александер Билек родился 20 января 1941 года в Дрездене. Проходил подготовку в спортивном клубе «Локомотив» в Либереце, позже состоял в «Спартаке» из города Усти-над-Лабем.
Первого серьёзного успеха как спортсмен добился в сезоне 1962 года, когда впервые одержал победу на чемпионате Чехословакии в ходьбе на 20 км. Попав в основной состав чехословацкой национальной сборной, побывал на чемпионате Европы в Белграде, где занял седьмое место на двадцати километрах и одиннадцатое место на пятидесяти километрах.
Начиная с этого момента в течение десяти последующих лет Билек являлся неизменным лидером Чехословакии в ходьбе на 20 км, выигрывая практически все национальные первенства в этой дисциплине (за исключением 1965 года, когда стал третьим). Также трижды он становился чемпионом страны в ходьбе на 50 км. Таким образом, является двенадцатикратным чемпионом Чехословакии по лёгкой атлетике.
Благодаря череде удачных выступлений в 1964 году удостоился права защищать честь страны на летних Олимпийских играх в Токио — в итоге финишировал одиннадцатым в ходьбе на 20 км и двадцатым в ходьбе на 50 км.
После токийской Олимпиады Александер Билек остался в составе чехословацкой национальной сборной и продолжил принимать участие в крупнейших международных соревнованиях. Так, в 1966 году он выступил на европейском первенстве в Будапеште, где занял 13 место на дистанции 50 км.
В 1969 году стартовал на пятидесяти километрах в зачёте чемпионата Европы в Афинах и стал восьмым. Два года спустя на аналогичных соревнованиях в Хельсинки показал в той же дисциплине двенадцатый результат.
Билеку принадлежали несколько национальных рекордов в ходьбе на 10 и 20 км, а также в двухчасовой ходьбе. За выдающиеся спортивные достижения в 1973 году был удостоен почётного звания «Заслуженный мастер спорта Чехословакии».
Его сын Роман Билек пошёл по стопам отца и так же стал достаточно известным ходоком, участвовал в Олимпийских играх 2008 года в Пекине.
Умер 20 апреля 2017 года в Праге в возрасте 76 лет.